# Eriocaulon edwardii
Eriocaulon edwardii är en gräsväxtart som beskrevs av Philip Furley Fyson. Eriocaulon edwardii ingår i släktet Eriocaulon och familjen Eriocaulaceae. Inga underarter finns listade i Catalogue of Life.